# ワン・ハンド・クラッピング
『ワン・ハンド・クラッピング』（英語: One Hand Clapping）は、2024年に発表されたウイングスのスタジオ・ライヴ・アルバムである。

## 解説
本作は、1974年8月にMPLコミュニケイションズによるウイングスのドキュメンタリー番組『ワン・ハンド・クラッピング』制作時に録音された。番組の撮影は8月26日から30日までの5日間行われたが、ウイングスのセッションは28日を除く4日間だった。
当時ウイングスは新たにギタリストのジミー・マッカロクとドラマーのジェフ・ブリトンを迎えて、6月からアメリカのナッシュヴィルでグループの練度を高めるトレーニングを兼ねたセッションを行った後、ロンドンに戻ってきていた。
基本的にはウイングスのメンバーのみで演奏しているが、「ブルーバード」にはアルバム『バンド・オン・ザ・ラン』でも演奏していたハウィー・ケーシーが、「007 死ぬのは奴らだ」には10数人の管弦楽団と共に指揮者のデル・ニューマンが参加した。
番組がお蔵入りとなったため、このセッションの音源も未公開となった。2003年に公開されたアメリカ映画『セイブ・ザ・ワールド(The In-Laws)』のサウンドトラックで「007 死ぬのは奴らだ」が初めて陽の目を見た。2010年には『バンド・オン・ザ・ラン』アーカイヴ・コレクションで映像と共に一部の音源が公開された。その後「恋することのもどかしさ」が2011年の『マッカートニー』アーカイヴ・コレクションに、「ソイリー」「ベイビーフェイス」が2014年の『ヴィーナス・アンド・マース』アーカイヴ・コレクションに収録された。
本作のディスク1には映像版で使用された14曲、ディスク2にはそれ以外の12曲が収録されている。またユニヴァーサル・ミュージック・ストア限定版のアナログ・ボーナスディスクには，最終日にアビイ・ロード・スタジオの裏庭で行われた、マッカートニー単独でレコーディングした6曲が収録されている。

## 収録曲

### CD
| #         | タイトル                                                            | 作詞・作曲                                    | リードボーカル         | 時間  |
| --------- | ------------------------------------------------------------------- | --------------------------------------------- | ---------------------- | ----- |
| 1.        | 「ワン・ハンド・クラッピング」(One Hand Clapping)                   | ポール・マッカートニー                        | (インストゥルメンタル) | 2:15  |
| 2.        | 「ジェット」(Jet)                                                   | ポール・マッカートニー リンダ・マッカートニー | ポール・マッカートニー | 3:59  |
| 3.        | 「ソイリー」(Soily)                                                 | ポール・マッカートニー リンダ・マッカートニー | ポール・マッカートニー | 3:55  |
| 4.        | 「C・ムーン / リトル・ウーマン・ラヴ」( C Moon / Little Woman Love) | ポール・マッカートニー リンダ・マッカートニー | ポール・マッカートニー | 3:19  |
| 5.        | 「恋することのもどかしさ」(Maybe I'm Amazed)                        | ポール・マッカートニー                        | ポール・マッカートニー | 4:52  |
| 6.        | 「マイ・ラヴ 」(My Love)                                            | ポール・マッカートニー リンダ・マッカートニー | ポール・マッカートニー | 4:15  |
| 7.        | 「ブルーバード」(Bluebird)                                          | ポール・マッカートニー リンダ・マッカートニー | ポール・マッカートニー | 3:27  |
| 8.        | 「レッツ・ラヴ」(Let's Love)                                        | ポール・マッカートニー                        | ポール・マッカートニー | 1:09  |
| 9.        | 「オール・オブ・ユー」(All of You)                                  | ポール・マッカートニー                        | ポール・マッカートニー | 2:04  |
| 10.       | 「アイル・ギヴ・ユー・ア・リング」(I'll Give You a Ring)            | ポール・マッカートニー リンダ・マッカートニー | ポール・マッカートニー | 2:03  |
| 11.       | 「バンド・オン・ザ・ラン」(Band on the Run)                         | ポール・マッカートニー リンダ・マッカートニー | ポール・マッカートニー | 5:20  |
| 12.       | 「007 死ぬのは奴らだ」(Live and Let Die)                            | ポール・マッカートニー リンダ・マッカートニー | ポール・マッカートニー | 3:26  |
| 13.       | 「1985年」(Nineteen Hundred and Eighty Five)                        | ポール・マッカートニー リンダ・マッカートニー | ポール・マッカートニー | 5:50  |
| 14.       | 「ベイビー・フェイス」(Baby Face)                                   | ハリー・アクスト ベニー・デイヴィス           | ポール・マッカートニー | 1:56  |
| 合計時間: | 合計時間:                                                           | 合計時間:                                     | 合計時間:              | 47:50 |

| #         | タイトル | 作詞・作曲                                    | リードボーカル         | 時間  |
| --------- | --- | --------------------------------------------- | ---------------------- | ----- |
| 1.        | 「レット・ミー・ロール・イット」(Let Me Roll It)                                                            | ポール・マッカートニー リンダ・マッカートニー | ポール・マッカートニー | 4:28  |
| 2.        | 「ブルー・ムーン・オブ・ケンタッキー」(Blue Moon of Kentucky)                                               | ビル・モンロー                                | ポール・マッカートニー | 3:05  |
| 3.        | 「パワー・カット」(Power Cut)                                                                               | ポール・マッカートニー リンダ・マッカートニー | ポール・マッカートニー | 1:33  |
| 4.        | 「ラブ・マイ・ベイビー」(Love My Baby)                                                                      | ポール・マッカートニー リンダ・マッカートニー | ポール・マッカートニー | 1:13  |
| 5.        | 「レット・イット・ビー」(Let It Be)                                                                         | レノン＝マッカートニー                        | ポール・マッカートニー | 1:02  |
| 6.        | 「ザ・ロング・アンド・ワインディング・ロード / レディ・マドンナ」(The Long and Winding Road / Lady Madonna) | レノン＝マッカートニー                        | ポール・マッカートニー | 2:10  |
| 7.        | 「ジュニアズ・ファーム」(Junior's Farm)                                                                     | ポール・マッカートニー リンダ・マッカートニー | ポール・マッカートニー | 4:17  |
| 8.        | 「サリー・G」( Sally G)                                                                                     | ポール・マッカートニー リンダ・マッカートニー | ポール・マッカートニー | 2:28  |
| 9.        | 「トゥモロウ」(Tomorrow)                                                                                    | ポール・マッカートニー リンダ・マッカートニー | ポール・マッカートニー | 2:12  |
| 10.       | 「ゴー・ナウ」(Go Now)                                                                                      | ラリー・バンクス ミルトン・ベネット           | デニー・レイン         | 3:35  |
| 11.       | 「ワイルド・ライフ」(Wild Life)                                                                             | ポール・マッカートニー リンダ・マッカートニー | ポール・マッカートニー | 4:30  |
| 12.       | 「ハイ・ハイ・ハイ」( Hi, Hi, Hi)                                                                           | ポール・マッカートニー リンダ・マッカートニー | ポール・マッカートニー | 3:57  |
| 合計時間: | 合計時間:                                                                                                   | 合計時間:                                     | 合計時間:              | 34:30 |

### アナログ・LP
| #         | タイトル                                                           | 作詞・作曲                                    | リードボーカル         | 時間  |
| --------- | ------------------------------------------------------------------ | --------------------------------------------- | ---------------------- | ----- |
| 1.        | 「ワン・ハンド・クラッピング」(One Hand Clapping)                  | ポール・マッカートニー                        | (インストゥルメンタル) | 2:15  |
| 2.        | 「ジェット」(Jet)                                                  | ポール・マッカートニー リンダ・マッカートニー | ポール・マッカートニー | 3:59  |
| 3.        | 「ソイリー」(Soily)                                                | ポール・マッカートニー リンダ・マッカートニー | ポール・マッカートニー | 3:55  |
| 4.        | 「C・ムーン / リトル・ウーマン・ラヴ」(C Moon / Little Woman Love) | ポール・マッカートニー リンダ・マッカートニー | ポール・マッカートニー | 3:19  |
| 5.        | 「恋することのもどかしさ」(Maybe I'm Amazed)                       | ポール・マッカートニー                        | ポール・マッカートニー | 4:52  |
| 6.        | 「マイ・ラヴ」(My Love)                                            | ポール・マッカートニー リンダ・マッカートニー | ポール・マッカートニー | 4:15  |
| 合計時間: | 合計時間:                                                          | 合計時間:                                     | 合計時間:              | 22:35 |

| #         | タイトル                                                 | 作詞・作曲                                    | リードボーカル         | 時間  |
| --------- | -------------------------------------------------------- | --------------------------------------------- | ---------------------- | ----- |
| 1.        | 「ブルーバード」(Bluebird)                               | ポール・マッカートニー リンダ・マッカートニー | ポール・マッカートニー | 3:27  |
| 2.        | 「レッツ・ラヴ」(Let's Love)                             | ポール・マッカートニー                        | ポール・マッカートニー | 1:09  |
| 3.        | 「オール・オブ・ユー」(All of You)                       | ポール・マッカートニー                        | ポール・マッカートニー | 2:04  |
| 4.        | 「アイル・ギヴ・ユー・ア・リング」(I'll Give You a Ring) | ポール・マッカートニー リンダ・マッカートニー | ポール・マッカートニー | 2:03  |
| 5.        | 「バンド・オン・ザ・ラン」(Band on the Run)              | ポール・マッカートニー リンダ・マッカートニー | ポール・マッカートニー | 5:20  |
| 6.        | 「007 死ぬのは奴らだ」(Live and Let Die)                 | ポール・マッカートニー リンダ・マッカートニー | ポール・マッカートニー | 3:26  |
| 7.        | 「1985年」(Nineteen Hundred and Eighty Five)             | ポール・マッカートニー リンダ・マッカートニー | ポール・マッカートニー | 5:50  |
| 8.        | 「ベイビー・フェイス」(Baby Face)                        | ハリー・アクスト ベニー・デイヴィス           | ポール・マッカートニー | 1:56  |
| 合計時間: | 合計時間:                                                | 合計時間:                                     | 合計時間:              | 25:15 |

| Let Me Roll It | |                                               |                        |       |
| #              | タイトル | 作詞・作曲                                    | リードボーカル         | 時間  |
| 1.             | 「レット・ミー・ロール・イット」(Let Me Roll It)                                                            | ポール・マッカートニー リンダ・マッカートニー | ポール・マッカートニー | 4:28  |
| 2.             | 「ブルー・ムーン・オブ・ケンタッキー」(Blue Moon of Kentucky)                                               | ビル・モンロー                                | ポール・マッカートニー | 3:05  |
| 3.             | 「パワー・カット」(Power Cut)                                                                               | ポール・マッカートニー リンダ・マッカートニー | ポール・マッカートニー | 1:33  |
| 4.             | 「ラブ・マイ・ベイビー」(Love My Baby)                                                                      | ポール・マッカートニー リンダ・マッカートニー | ポール・マッカートニー | 1:13  |
| 5.             | 「レット・イット・ビー」(Let It Be)                                                                         | レノン＝マッカートニー                        | ポール・マッカートニー | 1:02  |
| 6.             | 「ザ・ロング・アンド・ワインディング・ロード / レディ・マドンナ」(The Long and Winding Road / Lady Madonna) | レノン＝マッカートニー                        | ポール・マッカートニー | 2:10  |
| 合計時間:      | 合計時間:                                                                                                   | 合計時間:                                     | 合計時間:              | 13:31 |

| #         | タイトル                                | 作詞・作曲                                    | リードボーカル         | 時間  |
| --------- | --------------------------------------- | --------------------------------------------- | ---------------------- | ----- |
| 1.        | 「ジュニアズ・ファーム」(Junior's Farm) | ポール・マッカートニー リンダ・マッカートニー | ポール・マッカートニー | 4:17  |
| 2.        | 「サリー・G」(Sally G)                  | ポール・マッカートニー リンダ・マッカートニー | ポール・マッカートニー | 2:28  |
| 3.        | 「トゥモロウ」(Tomorrow)                | ポール・マッカートニー リンダ・マッカートニー | ポール・マッカートニー | 2:12  |
| 4.        | 「ゴー・ナウ」(Go Now)                  | ラリー・バンクス ミルトン・ベネット           | デニー・レイン         | 3:35  |
| 5.        | 「ワイルド・ライフ」(Wild Life)         | ポール・マッカートニー リンダ・マッカートニー | ポール・マッカートニー | 4:30  |
| 6.        | 「ハイ・ハイ・ハイ」(Hi, Hi, Hi)        | ポール・マッカートニー リンダ・マッカートニー | ポール・マッカートニー | 3:57  |
| 合計時間: | 合計時間:                               | 合計時間:                                     | 合計時間:              | 20:59 |

#### ユニバーサル・ミュージック・ストア限定7インチボーナスディスク "The Backyard"
| #         | タイトル                                    | 作詞・作曲                                    | リードボーカル         | 時間 |
| --------- | ------------------------------------------- | --------------------------------------------- | ---------------------- | ---- |
| 1.        | 「ブラックプール」(Blackpool)               | ポール・マッカートニー                        | ポール・マッカートニー | 1:43 |
| 2.        | 「ブラックバード」(Blackbird)               | レノン＝マッカートニー                        | ポール・マッカートニー | 2:27 |
| 3.        | 「カントリー・ドリーマー」(Country Dreamer) | ポール・マッカートニー リンダ・マッカートニー | ポール・マッカートニー | 2:17 |
| 合計時間: | 合計時間:                                   | 合計時間:                                     | 合計時間:              | 6:27 |

| #         | タイトル                                                   | 作詞・作曲                                                | リードボーカル         | 時間 |
| --------- | ---------------------------------------------------------- | --------------------------------------------------------- | ---------------------- | ---- |
| 1.        | 「トゥエンティ・フライト・ロック」(Twenty Flight Rock)     | エディ・コクラン ネッド・フェアチャイルド                 | ポール・マッカートニー | 2:08 |
| 2.        | 「ペギー・スー」(Peggy Sue)                                | バディ・ホリー ジェリー・アリソン ノーマン・ペティ        | ポール・マッカートニー | 1:24 |
| 3.        | 「アイム・ゴナ・ラヴ・ユー・トゥ」(I'm Gonna Love You Too) | ジョー・B・モールディン ニック・サリバン ノーマン・ペティ | ポール・マッカートニー | 1:10 |
| 合計時間: | 合計時間:                                                  | 合計時間:                                                 | 合計時間:              | 4:42 |

## 参加ミュージシャン

### ウイングス
- ポール・マッカートニー - リード & バッキング・ボーカル、ベースギター、アコースティック・ギター、ピアノ、エレクトリック・ピアノ、ハモンド・オルガン、チェレステ、ハーモニウム
- リンダ・マッカートニー - バッキング・ボーカル、、モーグ・シンセサイザー、エレクトリック・ピアノ、メロトロン、タンバリン
- デニー・レイン - バッキング・ボーカル、エレクトリック・ギター、アコースティックギター
- ジミー・マカロック - バッキング・ボーカル、エレクトリック・ギター
- ジェフ・ブリトン - ドラムス

### ゲスト
- ハウィー・ケーシー - サックス (#7)
- デル・ニューマン - 指揮 (#12)
- 演奏者不詳 - 管弦楽 (#12)
- タキシード・ブラス・バンド - 金管楽器 (#14)

## チャート成績

### 週間チャート
| チャート (2024年)                            | 最高位 |
| -------------------------------------------- | ------ |
| オーストリア (Ö3 Austria)                    | 8      |
| ベルギー (Ultratop Flanders)                 | 11     |
| ベルギー (Ultratop Wallonia)                 | 7      |
| クロアチア インターナショナル アルバム (HDU) | 18     |
| フランス (SNEP)                              | 16     |
| ドイツ (Offizielle Top 100)                  | 4      |
| イタリア (FIMI)                              | 85     |
| Japan Hot Albums (Billboard JAPAN)           | 15     |
| 日本 (オリコン)                              | 11     |
| 日本 (オリコン合算アルバム)                  | 17     |
| オランダ (MegaCharts)                        | 10     |
| スコットランド (OCC)                         | 2      |
| スペイン (PROMUSICAE)                        | 61     |
| スイス (Schweizer Hitparade)                 | 11     |
| UK アルバムズ (OCC)                          | 10     |
| US Billboard 200                             | 74     |
| US Top Rock Albums (Billboard)               | 15     |

### 月間チャート
| チャート (2024年) | 最高位 |
| ----------------- | ------ |
| 日本 (オリコン)   | 35     |

## 映像版『ワン・ハンド・クラッピング』
『ワン・ハンド・クラッピング』（原題: One Hand Clapping）は、1974年にMPLコミュニケイションズが制作した、ウイングスのドキュメンタリー番組である。
撮影はデヴィッド・リッチフィールド監督の下、8月26日から30日までの5日間行われた。アビイ・ロード・スタジオにおけるウイングスのセッションの模様に、インタビュー音声を挿入した構成になっている。
題名は、臨済宗中興の祖と称される江戸中期の禅僧、白隠慧鶴が創案した禅の代表的な公案「隻手の声」に由来しており、リッチフィールドの発案だとマッカートニーは語っている。
新生ウイングスのシングル「ジュニアズ・ファーム」のプロモーションを兼ねてテレビで公開する予定だったが、リリース直後にブリトンが脱退してしまったため、結局お蔵入りとなった。その後長い間未公開となっていたが、2010年にリリースされた『バンド・オン・ザ・ラン』アーカイヴ・コレクションのスペシャル・エディションDVDに収録にされた。
制作から50年たった2024年8月、全世界で正式に劇場公開されることが発表された。撮影に使われたビデオテープのレストアはウィングナット・フィルムズによって行われ、映像は4Kリマスターされ鮮明化された。また挿入されていたインタビュー音声はドキュメンタリー映画『ザ・ビートルズ: Get Back』制作時に開発された「MALソフトウェア」を用いた「デミックス」技術により元々の映像に含まれる音声から分離、明瞭化され、スティーブ・オーチャードとジャイルズ・マーティン によって、新たにアトモス・オーディオ・ミックスが施された。また本編に加え、ポール自らが劇場公開に向けて撮り下ろしたイントロダクションや、レコーディング・セッションの未公開ポラロイド写真、さらに、最終日にマッカートニーの発案でスタジオの裏庭で撮影され、後に9分間ほどの映像作品『The Backyard』としてまとめられたソロ・アコースティック・パフォーマンスも収録されている。
日本では全世界公開に合わせ、9月26日に1日限定でドルビーアトモス限定特別上映を行い、その後10月14日から通常スクリーンを含めて全国で順次公開された。なお、邦題は『ポール・マッカートニー＆ウイングス - ワン・ハンド・クラッピング』となった。